# Glaciar Crowfoot
El glaciar Crowfoot ([en inglés: Crowfoot Glacier, literalmente, glaciar Pata de cuervo) es un glaciar en la cordillera Waputik, en el parque nacional Banff, que se encuentra en el oeste de la provincia de Alberta, Canadá. 
El glaciar Crowfoot está situado al este de la divisoria continental y a unos 32 km del conocido lago Louise. Junto al glaciar y en sentido norte se encuentra el lago Bow. Ambos están muy cercanos a la Carretera de los campos de hielo, la "Icefields Parkway", desde la cual se pueden observar. Esta carretera recorre el parque nacional Banff y se interna después en el parque nacional Jasper. 
Desde este glaciar baja agua hacia el río Bow, que fluye por toda la zona. El glaciar Crowfoot ha retrocedido mucho desde el final de la Pequeña Edad de Hielo, de manera que ya no se parece al glaciar que los exploradores nombraron originalmente. En un principio, el glaciar Crowfoot formaba parte del campo de hielo Wapta, al cual ya no está conectado; y en los años ochenta se pensó que era parte de otro campo de hielo más pequeño, de unos 5 km².  